# Kapiște, Tărgoviște
Kapiște (în bulgară Капище) este un sat în comuna Antonovo, regiunea Tărgoviște,  Bulgaria. 

## Demografie
Componența etnică a satului Kapiște
     Turci (98,86%)
     Nicio identificare (1,13%)
     Altele (0%)
La recensământul din 2011, populația satului Kapiște era de 88 locuitori. Din punct de vedere etnic, majoritatea locuitorilor (98,86%) erau turci. Pentru 1,13% din locuitori nu este cunoscută apartenența etnică.